# 1867年8月29日日食
1867年8月29日日食为一次在协调世界时1867年8月29日出現的日全食。該次日食食分為1.0344，食甚維持2分51秒。

## 概述
這次日食的食分是1.0344，全食維持2分51秒。

## 基本參數
- 類型：日全食
- 食甚資料：
  - 日期：1867年8月29日
  - 時間：13時13分7秒
  - 地點：41S 35W
  - 食分：1.0344
  - 日全食持續時間：2分51秒

## 外部連結
- NASA日食專頁（页面存档备份，存于）（英文）